# اوپسالا ۲۱۹۱
سیارک ۲۱۹۱ (به انگلیسی: 2191 Uppsala، نامگذاری:1977PA1) دو هزار و صد و نود و یکمین سیارک کشف شده‌است که در ۶ اوت ۱۹۷۷ کشف شد.
قدر مطلق سیارک برابر ۱۱٫۳۰ است.